# Eriosema psoraleoides
Eriosema psoraleoides là một loài thực vật có hoa trong họ Đậu. Loài này được (Lam.) G.Don miêu tả khoa học đầu tiên.